# Zonsverduistering van 24 januari 1925

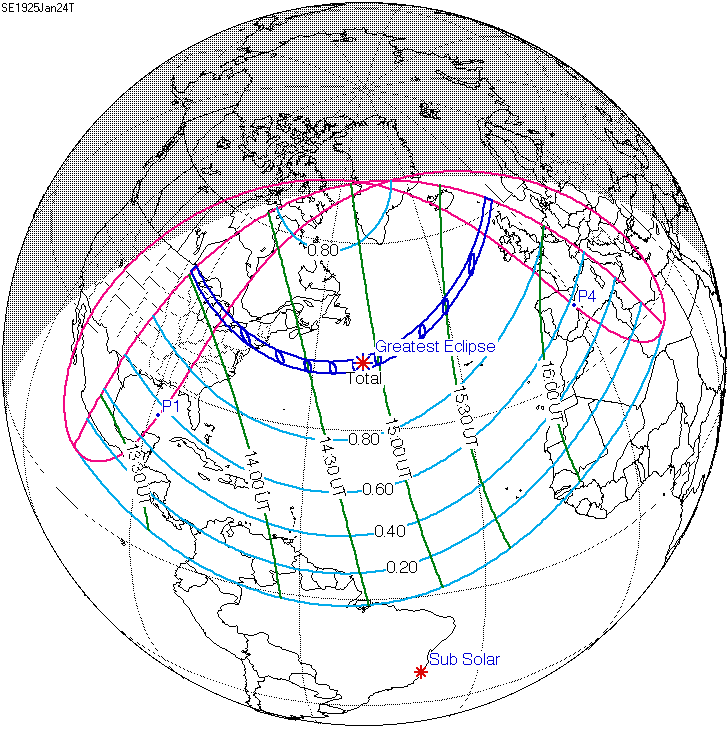
De zonsverduistering was te zien tussen de blauwe lijnen.

De totale zonsverduistering van 24 januari 1925 trok veel over zee, maar was achtereenvolgens te zien in deze tien noordelijk Amerikaanse gebieden: Ontario, Minnesota, Wisconsin, Michigan, Pennsylvania, New York, New Jersey, Connecticut, Massachusetts en Rhode Island.

## Lengte

### Maximum
Het punt met maximale totaliteit lag op zee ver van enig land op coördinatenpunt 40.4869° Noord / 49.5871° West en duurde 2m32,2s.

### Limieten
| Fenomeen                    | Code | Tijdstip UTC  |
| --------------------------- | ---- | ------------- |
| Eerste contact bijschaduw   | P1   | 12:41:23.5 UT |
| Eerste contact kernschaduw  | U1   | 14:00:53.6 UT |
| Kernschaduw compleet vanaf  | U2   | 14:03:19.3 UT |
| Bijschaduw compleet vanaf   | P2   | Niet          |
| Maximum eclips              | GE   | 14:53:37.5 UT |
| Bijschaduw compleet t/m     | P3   | Niet          |
| Kernschaduw compleet t/m    | U3   | 15:43:48.0 UT |
| Laatste contact kernschaduw | U4   | 15:46:11.2 UT |
| Laatste contact bijschaduw  | P4   | 17:05:48.3 UT |